# Entrevaux
Entrevaux (in italiano Entrevàuso, in occitano Entrevaus) è un comune francese di 958 abitanti, situato nel dipartimento delle Alpi dell'Alta Provenza della regione della Provenza-Alpi-Costa Azzurra.

## Geografia fisica
Il paese è situato nell'entroterra a una settantina di chilometri da Nizza. L'abitato originario si trova su una rocca lungo la riva sinistra del fiume Varo, anche se in tempi recenti si espanso anche lungo la parte destra. I comuni delle Alpi Marittime confinanti con Entrevaux sono La Croix-sur-Roudoule, Poggetto Tenieri e La Penna, mentre i comuni limitrofi di Castellet-lès-Sausses, Sausses, La Rochette, Val-de-Chalvagne, Ubraye e Saint-Benoît appartengono al dipartimento delle Alpi dell'Alta Provenza.

## Origini del nome
La località appare per la prima volta nei testi del 1040 come Interrivos, che verso il 1200 diviene Entrevaus, che è anche l'attuale toponimo in occitano vivaro-alpino e in provenzale.
Il toponimo è formato sul calco dell'occitano entre, che significa "entro" o "fra" e la parola vau, cioè "valle" al plurale, la cui lettura è comprensibile e del tutto trasparente.
L'antico centro del comune, Glandèves, prende il nome dalla radice gallica Glann-, che vuol dire proprio la valle.

## Storia
In seguito alle incursioni dei Saraceni e alla distruzione dell'antica città di Glandèves, divenuta sede vescovile non più tardi del VI secolo, nell'XI secolo fu fondato il sito più difendibile della medievale Entrevaux, su uno sperone roccioso in un'ansa del fiume; il toponimo più antico registrato, Interrivos, risale al 1040.
Tra il 1481 e il 1487, la Provenza divenne parte della Francia.
Nel 1536, Entrevaux fu conquistata dalle truppe dell'imperatore Carlo V, a causa del tradimento del signorotto locale Jacques de Glandevez. Metà della popolazione fu massacrata. Gli abitanti rimasti inscenarono una rivolta, sgozzarono il governatore e offrì la città al Delfino francese, il re Francesco I. In riconoscimento di ciò, Entrevaux ricevette lo statuto municipale (modello di legge cittadina) di Avignone e fu dichiarata città reale di Francia, mentre i suoi abitanti esenti da tasse.
Nel XVI secolo, la sede ufficiale del vescovo presso la cattedrale il vescovo di Glandèves, pur mantenendo il titolo, si trasferì ad Entrevaux dove la chiesa locale fu elevata al rango di cattedrale. La cattedrale rimase in funzione fino al 1790, mentre la diocesi rimase attiva fino al 1801.
Nel 1658 fu costruito un ponte sul Varo, sorvegliato da torri e da una porta d'accesso, l'attuale Porte Royale. Nel 1690 l'architetto militare Vauban, su incarico del re Luigi XIV, elaborò un progetto per fortificare ulteriormente la città, data la sua posizione strategica a guardia della valle del Varo e al confine con il Ducato di Savoia. Sebbene non sia stata completata del tutto, la cittadella arroccata sopra la città fu rafforzata, in particolare sul lato più accessibile e più vicino alle cime delle colline, e fu costruito un camminamento protetto sul fianco della montagna dalla città. Furono predisposti due piccoli forti per proteggere la città e furono rafforzate le due porte principali, oggi chiamate Porte d'Italie e Porte de France.
Nel giugno 1704 e nel giugno 1707 Entrevaux fu brevemente assediata dai piemontesi. Fino al XIX secolo, Entrevaux era unita alla resta stradale regionale solo da una mulattiera che andava da Nizza a Barcelonnette passando per Poggetto Tenieri. Le autorità francesi costruirono quindi una nuova carrozzabile per Digne via Annot ed il passo di Toutes Aures. Con l'annessione di Nizza alla Francia nel 1860 Entrevaux cessò la sua funzione storica di piazzaforte di confine. Nel 1873 fu aperta al traffico la strada imperiale per Nizza ponendo così fine a secoli di relativo isolamento.
Nel 1907 la cittadina fu raggiunta dalla ferrovia proveniente da Nizza. La cittadella fu utilizzata per l'ultima volta durante la prima guerra mondiale come prigione per gli ufficiali tedeschi.

### Simboli
Lo stemma è raffigurato nell'Armorial Général de France del 1696.
Nell'armoriale di Pierre de La Planche, La description des provinces et villes de France del 1669, è invece rappresentato uno stemma d'azzurro, a tre triple montagne d'oro, ciascuna sormontata da un giglio dello stesso, 2, 1.

## Monumenti e luoghi d'interesse
- Cittadella di Entrevaux
- Cattedrale di Nostra Signora dell'Assunta
- Porta Reale

## Società

### Evoluzione demografica
Abitanti censiti

## Cultura

### Istruzione

#### Musei
- Museo della Moto

Corse automobilistiche
Il paese di Entrevaux ha fatto da cornice per molti anni al passaggio del Rallye Monte-Carlo. 
L'itinerario comprendeva le prove con partenza o arrivo nel paese fino a Val de Chalvagne, St.Pierre, Briançonnet e Ubraye.
Famoso il passaggio ad alta velocità tra le due rocce a pochi chilometri dal paese (D610, Route de la Clue)